# The John Peel Sessions
Albums de Laibach
M.B. December 21, 1984
(1997) WAT
(2003)
The John Peel Sessions est un album de Laibach, sorti le 25 novembre 2002.

## Historique
The John Peel Sessions compile deux sessions d'enregistrements datant de 1986 et 1987 pour l'émission de John Peel sur BBC Radio 1.

## Liste des titres
| No | Titre                        | Durée |
| -- | ---------------------------- | ----- |
| 1. | Krvava Gruda - Plodna Zemlja | 4:37  |
| 2. | Krst                         | 5:00  |
| 3. | Life Is Life                 | 6:55  |
| 4. | Leben-Tod                    | 4:02  |
| 5. | Trans-National               | 4:48  |
| 6. | Krvoprelitje                 | 7:17  |

## Crédits

### Enregistrement et production
- Dale Griffin - producteur
- Mike Robinson - ingénieur du son
- Oto Rimele - guitare (invité)
- Dare Hočevar - guitare basse (invité)
- Roman Dečman - batterie (invité)

### Conception graphique
- Biba Kopf - notes

## Versions
| Type | Label         | Référence | Année | Pays        |
| ---- | ------------- | --------- | ----- | ----------- |
| CD   | Strange Fruit | SFRSCD104 | 2002  | Royaume-Uni |